# Juliana Deguis Pierre
Juliana Deguis Pierre (Yamasá, 1 de abril de 1984) es una haitiana nacida en República Dominicana conocida por ser la impetrante en el caso que concluyó con la sentencia 168 del Tribunal Constitucional de la República Dominicana en el año 2013.

## Biografía
Juliana Deguis Pierre nació en Yamasá, provincia de Monte Plata, República Dominicana el 1 de abril de 1984.

## Historia del caso

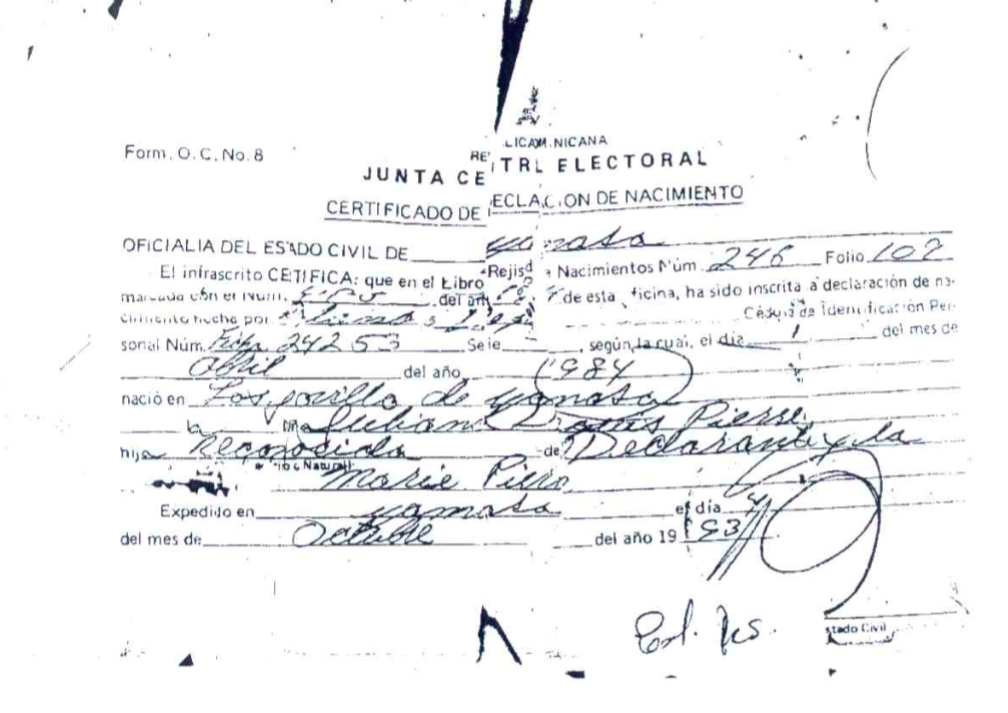
Declaración de nacimiento de Juliana Deguis Pierre.

El caso decidido por el Tribunal Constitucional en revisión de amparo se desató a partir de que la señora Juliana Deguis Pierre depositó el original de su acta de nacimiento en el Centro de Cedulación del Municipio de Yamasá, provincia de Monte Plata, y requirió la expedición de su cédula de identidad y electoral. 
La Junta Central Electoral había rechazado esa petición bajo el fundamento de que la solicitante fue inscrita de manera irregular en la Oficialía del Estado Civil de Yamasá, siendo hija de nacionales haitianos ilegales. 

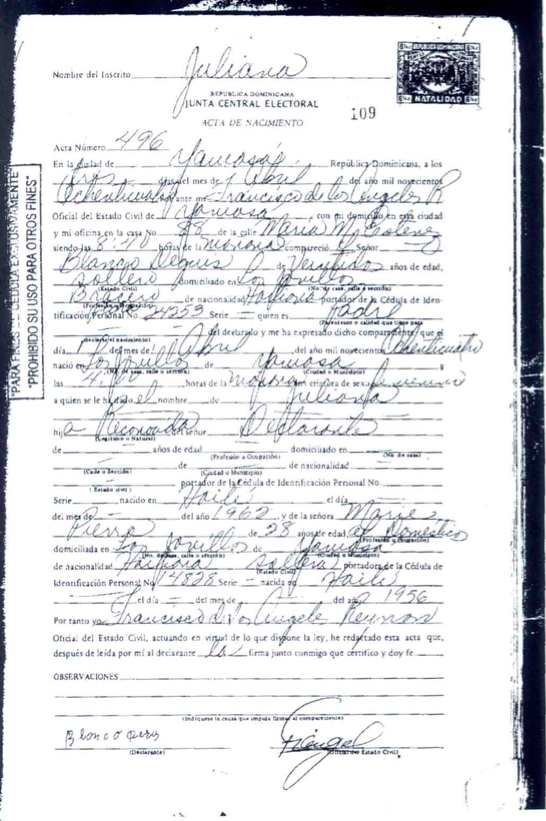
Acta de nacimiento de Juliana Deguis Pierre.

La señora Juliana Deguis Pierre estimó que la negativa fue violatoria a sus derechos debido a que la decisión la situó en un “estado de indefinición civil”, razón por la que recurrió en amparo en contra de la Junta Central Electoral ante la Cámara Civil y Comercial del Jugado de Primera Instancia del Distrito Judicial de Monte Plata, reclamando la expedición de dicho documento. 
La jurisdicción desestimó su pretensión mediante la Sentencia núm. 473-2012, alegando que sólo había depositado fotocopia de su acta de nacimiento en respaldo de la solicitud, y que la recurrente fue inscrita de manera irregular ante la Oficialía del Estado Civil de Yamasá por ser “hija de nacionales haitianos”, quienes de manera irregular inscribieron sus hijos en los libros de Registro del estado civil, en franca violación del texto constitucional vigente al momento de la declaración”. 
La decisión fue recurrida en revisión por la señora Dequis ante el Tribunal Constitucional (TC) lo que dio lugar a la sentencia No. 168-13 del 23 de septiembre del año 2013. (Ver decisión íntegra)